# Otón de Frisinga
Otón de Frisinga, Otón de Freising u Otto de Freising (Klosterneuburg, hacia 1114 - Abadía de Morimond, 22 de septiembre de 1158) fue un obispo y cronista alemán.

## Biografía
Nacido entre 1111 y 1114, fue el quinto hijo de Leopoldo III (de la casa de Babenberg), margrave de Austria, y de su segunda esposa Inés de Alemania, hija del emperador Enrique IV. A través del primer matrimonio de Inés con Federico I, duque de Suabia, Otón era medio hermano del emperador Conrado III y tío del emperador Federico I Barbarroja.
En 1126, siendo muy joven, fue elegido preboste del capítulo de canónigos de Klosterneuburg, cerca de Viena.
Después estudió teología en París y en 1132 entró en la orden cisterciense. A pesar de su poca edad fue elegido abad de la Abadía de Morimond en Borgoña hacia 1136/38 y poco después obispo de Frisinga (Baviera). Allí se dedica a reformar la vida monástica e introduce en Frisinga el estudio de Aristóteles.
En 1147 participó en la desastrosa Segunda Cruzada con Conrado III, quedando al mando de un cuerpo de ejército. A pesar de que este es diezmado durante la marcha por Anatolia, logró llegar a Jerusalén y volver hacia 1148 o 1149.
Disfrutó del favor del sucesor de Conrado, Federico I Barbarroja, a quien acompañó a Italia en 1154 para su coronación en Roma.
En 1158 se trasladó a Francia para un capítulo general de la orden cisterciense, viaje durante el cual visitó su antigua abadía de Morimond, en la que cayó enfermo, falleciendo el 22 de septiembre de 1158.

## Pensamiento
Inspirado por la filosofía de la historia de la La ciudad de Dios de San Agustín, Otón elaboró una filosofía de la historia que consideraba la historia humana como la tragedia de la Redención, cuyo escenario va cambiando de Oriente a Occidente (como luego hará Hegel), remitiendo su irracionalidad a la inescrutabilidad de los designios divinos.

## Obras
Es autor de dos obras históricas:
- La Chronica sive Historia de duabus civitatibus (Crónica o historia de las dos ciudades) es una obra histórica y filosófica en ocho libros, que sigue a san Agustín de Hipona y a Orosio, y en la que se habla de un rey cristiano nestoriano en Oriente llamado el Preste Juan (primera mención escrita del mismo).

- Más conocida es su Gesta Friderici imperatoris (Hechos del emperador Federico), escrita a petición de este.